# 나주 금성관
나주 금성관(羅州 錦城館)는 대한민국 전라남도 나주시에 있는 건축물이다. 1972년 1월 29일 전라남도의 유형문화재 제2호 나주금성관으로 지정되었다가, 2019년 10월 25일 대한민국의 보물 제2037호로 승격되었다.

## 개요
객사는 고려·조선시대에 각 고을에 설치하였던 것으로 관사 또는 객관이라고도 한다. 객사는 고려 전기부터 있었으며 외국 사신이 방문했을 때 객사에 묵으면서 연회도 가졌다. 조선시대에는 객사에 위패를 모시고, 초하루와 보름에 궁궐을 향해 예(망궐례)를 올리기도 하였으며 사신의 숙소로도 이용하였다.
나주 금성관은 조선 성종 6∼10년(1475∼1479) 사이에 나주목사 이유인이 세웠다. 일제시대에는 내부를 고쳐 청사로 사용했던 것을 1976년 원래 모습에 가깝게 복원하여 오늘에 이르고 있다.
앞면 5칸·옆면 4칸 규모로 지붕은 옆면에서 볼 때 여덟 팔(八)자 모양을 한 팔작지붕이다. 지붕 처마를 받치기 위해 장식하여 만든 공포가 기둥 위에만 있는 주심포 양식이며, 칸의 넓이와 높이가 커서 위엄이 느껴진다. 『동국여지승람』에 의하면 금성관의 정문인 2층짜리 망화루도 함께 만들었으나 지금은 망화루의 현판과 내삼문만을 남산시민공원으로 옮겼다.
임진왜란(1592) 때의 의병장 김천일 선생이 의병을 모아 출병식을 가졌던 곳이며, 일본인이 명성황후를 시해했을 때도 이곳에서 명성황후의 관을 모셔 항일정신을 높이기도 하였다.
나주 금성관은 전남지방에 많지 않은 객사 중 하나로서 그 규모가 웅장하고 나주인의 정의로운 기상을 대표할 만한 건물로 손꼽히고 있다.

## 보물 지정사유
나주 금성관은 조선시대 전패와 궐패를 모시고 망궐례를 행하던 객사 건물로서, 창건 시기는 정확히 알 수 없으나 각종 기록과 구조양식으로 보아 전체적인 건축물의 규모와 골격은 1617년 중수시의 것을 유지하고 있다고 추정되며, 목조 가구와 세부 공포형식은 1775년과 1885년 중수시의 기법을 보여주고 있다.
금성관은 주심포계 양식의 요소를 채용한 익공계 공포 구성이 돋보이며, 1출목 3익공식의 공포 형식은 제한된 공력으로 충분한 위계를 드러내고자는 의도에서 만들어진 변형 기법으로 볼 수 있다. 월대와 평면 및 입면 그리고 천장 등을 일반적인 객사와는 달리 궁전의 정전과 유사하게 구성한 점은 금성관만의 고유성을 지닌 두드러진 특징이다.
금성관 정청은 조선시대 객사 건축물 가운데 가장 규모가 클 뿐 아니라, 팔작지붕을 하고 있어서 일반적인 맞배지붕의 정청과 대비되는 희귀성을 갖는다. 이 점은 부근에 위치한 나주향교 대성전이 일반적인 조선시대 향교 대성전의 맞배지붕과 달리 팔작지붕을 하고 있는 점과 함께 지역적인 특수성으로 받아들일 수 있다.
금성관은 무엇보다 지역성에 주목하여 대표적인 지역역사문화유산이라는 점, 일제강점기와 해방 이후 오랫동안 나주군청 및 시청으로 사용되면서 벽체와 바닥, 천장 등의 변형을 거치면서도 전체적인 원형을 유지하여온 역사적 건축물로서 높이 평가할 필요가 있다.
이에 따라 금성관은 나주 읍치의 역사성과 상징성을 대표하는 귀중한 문화유산으로 원래 자리를 잘 지키고 있으며, 다른 객사와 뚜렷한 차별성을 띤 격조 높은 건물로 국가지정문화재(보물)로 역사적, 건축적, 예술적 가치가 충분하다.

## 갤러리

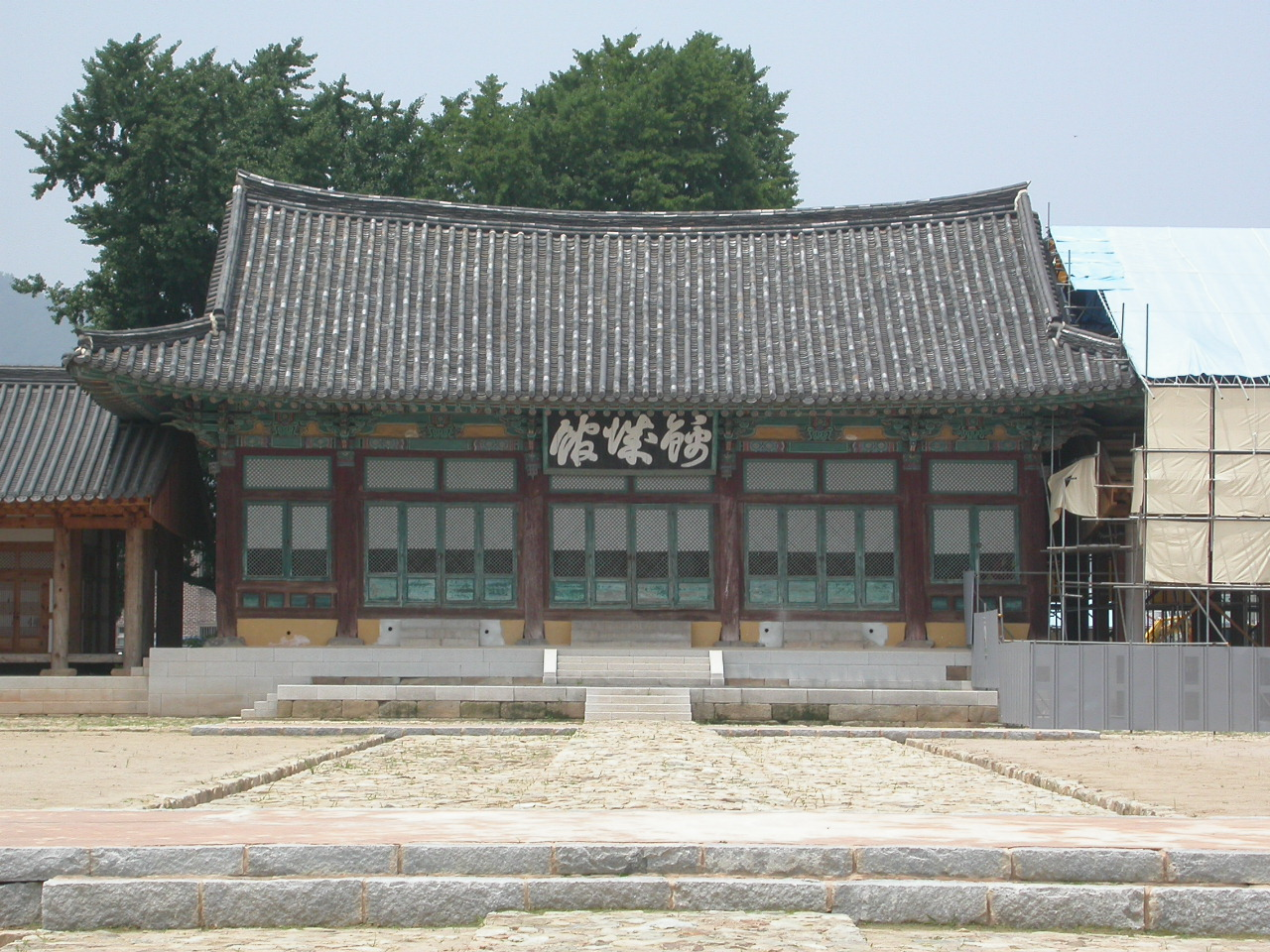
나주 금성관

## 참고 자료
- 나주 금성관 - 국가유산청 국가유산포털